# Ingrid Luterkort
Carola Ingrid Margareta Segerstedt Luterkort, född Eklundh den 28 juni 1910 i Lund, död 3 augusti 2011 i Hässelby i Stockholms län, var en svensk skådespelare, regissör, musiker och dramapedagog.

## Biografi
Luterkort debuterade som skådespelare under namnet Ingrid Eklundh. Hon utbildade sig först till kantor för att ha ett yrke vid sidan av skådespeleriet. Hon studerade vid Dramatens elevskola 1932–1934, där hon gick i samma klass som Ingrid Bergman, Gunnar Björnstrand, Irma Christenson och Signe Hasso. Hon scendebuterade på Dramaten år 1933. 
Ingrid Luterkort räknas till en av Sveriges första kvinnliga teaterregissörer med regidebut 1940 vid Dramatikerstudion i Stockholm och senare 1944–1945 och 1950–1953 vid stadsteatern i Helsingborg. Hon var under flera år engagerad vid Sveriges Radio som uppläsare av Dagens dikt. Hon undervisade i teatervetenskap vid Stockholms universitet 1970–1977 och debuterade som sommarvärd i radio 2005.
Luterkort var in i det sista aktiv inom film, TV och teater med ett imponerande spann från filmklassikern Barnen från Frostmofjället (1945) till filmen Underbar och älskad av alla (2007) i bagaget som skådespelare. 
Ingrid Luterkorts sista teaterframträdande var som budbäraren Panope i Jean Racines klassiska pjäs Fedra på Dramaten våren 2006, hon blev då med sina 95 år, den äldsta skådespelare som medverkat i en pjäs på Dramaten (möjligtvis även den äldsta svenska skådespelare som spelat på en professionell teaterscen i Sverige i en icke-statist-roll). Ett annat rekord slog hon i samband med sin 100-årsdag som äldste uppläsaren av Dagens dikt.
Luterkort har skrivit en bok om skådespelarutbildningens historia i Sverige från 1700-talet och framåt; Om igen, herr Molander! (1998). 
Luterkort var dotter till hovrättsnotarien Albert Eklundh och Carola Henning.
Ingrid Luterkort var gift 1935–1952 med konstnären Einar Luterkort och från 1952 med intendenten Bengt Segerstedt (1911–1986).

## Filmografi i urval
- 1936 – Annonsera!
- 1937 – Bergslagsfolk
- 1938 – Milly, Maria och jag
- 1938 – Kamrater i vapenrocken
- 1939 – Skanör-Falsterbo
- 1940 – Blyge Anton
- 1940 – Med livet som insats
- 1941 – Dunungen
- 1942 – Fallet Ingegerd Bremssen
- 1943 – Kvinnor i fångenskap
- 1943 – En flicka för mej
- 1945 – Barnen från Frostmofjället
- 1962 – Chans
- 1988 – Goda grannar (TV-serie)
- 1989 – Tre kärlekar (TV-serie)
- 2000 – Det nya landet
- 2002 – Pepparrotslandet
- 2002 – Klassfesten
- 2004 – Bedragaren
- 2005 – Lovisa och Carl Michael (TV-serie)
- 2006 – Mästerverket
- 2007 – Underbar och älskad av alla
- 2007 – Beck - Den japanska Shungamålningen
- 2010 – Psalm 21

### Regi
- 1944 – Vad vi gjort

## Teater

### Roller (ej komplett)
| År   | Roll                        | Produktion                                                                                       | Regi                | Teater                                    |
| ---- | --------------------------- | ------------------------------------------------------------------------------------------------ | ------------------- | ----------------------------------------- |
| 1933 | Värdinnan på "Vita hjorten" | Pickwick-klubben (The Pickwick Club) František Langer efter Charles Dickens                      | Olof Molander       | Dramaten                                  |
| 1934 | En kammarjungfru            | Den italienska halmhatten (Un chapeau de paille d'Italie) Eugene Labiche                         | Olof Molander       | Dramaten                                  |
| 1935 | Maud Mackridge              | Tala är silver... (Dangerous Corner) J.B. Priestley                                              |                     | Lilla Teatern                             |
| 1936 | Florence                    | Cirkus Sanger (The Constant Nymph) Margaret Kennedy och Basil Dean                               | Sandro Malmquist    | Nya Teatern                               |
| 1936 | Unga flickan                | Venusspelet (L'Ennemie) André-Paul Antoine                                                       | Sandro Malmquist    | Nya Teatern                               |
| 1936 | Loulou                      | Bichon Jean de Létraz                                                                            | Sandro Malmquist    | Nya Teatern                               |
| 1936 | Märta                       | Senapskornet Ebbe Linde                                                                          | Sandro Malmquist    | Nya Teatern                               |
| 1936 | Elisabet                    | Natten är här Eyvind Johnson                                                                     | Sandro Malmquist    | Nya Teatern                               |
| 1936 | Mylly Maja                  | Mjölnarprinsen (Skyddsängeln) Zacharias Topelius                                                 | Sandro Malmquist    | Nya Teatern                               |
| 1937 | Emilia Mopsa                | En saga för vintern (The Winter's Tale) William Shakespeare                                      | Sandro Malmquist    | Nya Teatern                               |
| 1938 | Elmire                      | Tartuffe (Tartuffe, ou l'Imposteur) Molière                                                      | Sandro Malmquist    | Nya Teatern                               |
| 1938 | Medverkande                 | Lyckan kommer, revy Alf Henrikson                                                                | Sandro Malmquist    | Nya Teatern                               |
| 1938 | Andra hårfrisörskan         | Kvinnorna (The Women) Clare Boothe Luce                                                          | Rune Carlsten       | Dramaten                                  |
| 1941 | Magda                       | Hon som bär templet Karin Boye                                                                   | Börje Mellvig       | Nya Teatern Gästspel av Dramatikerstudion |
| 1943 | Karen Tygesen               | Geografi och kärlek (Geografi og Kærlighed) Bjørnstjerne Bjørnson                                | Ingmar Bergman      | Folkparksturné                            |
| 1944 | Louise Catrine              | Hotellrummet (Chambre dʼhôtel) Pierre Rocher                                                     | Ingmar Bergman      | Boulevardteatern                          |
| 1944 | Eufemia Granat              | Aschebergskan på Widtskövle Brita von Horn och Elsa Collin                                       | Ingmar Bergman      | Helsingborgs stadsteater                  |
| 1944 |                             | Mitt barn är mitt (Barnet) Leck Fischer                                                          | Ingrid Luterkort    | Helsingborgs stadsteater                  |
| 1944 |                             | Fan ger ett anbud (Hvem er jeg) Carl Erik Soya                                                   | Ingmar Bergman      | Helsingborgs stadsteater                  |
| 1944 | Lady Macbeth                | Macbeth William Shakespeare                                                                      | Ingmar Bergman      | Helsingborgs stadsteater                  |
| 1944 | Drottningen                 | Elddonet (Fyrtøjet) H.C. Andersen                                                                | Ingmar Bergman      | Helsingborgs stadsteater                  |
| 1945 | Primadonnan                 | Kriss-Krass-Filibom, revy Rune Moberg och Sture Ericson                                          | Ingmar Bergman      | Helsingborgs stadsteater                  |
| 1945 |                             | Sagan Hjalmar Bergman                                                                            | Ingmar Bergman      | Helsingborgs stadsteater                  |
| 1945 | Assistenten                 | Reducera moralen Sune Bergström                                                                  | Ingmar Bergman      | Helsingborgs stadsteater                  |
| 1946 |                             | Kleptomani och gröna skogar Sune Bergström och Einar Molin                                       | Bengt Ekerot        | Vasateatern                               |
| 1950 |                             | Lycklig som Larry (Happy As Larry) Donagh MacDonagh                                              | John Zacharias      | Helsingborgs stadsteater                  |
| 1951 | Blanche von Brissac         | Millionären från Peru (Meine Nichte Susanne) Hans Adler och Alexander Steinbrecher               | John Zacharias      | Helsingborgs stadsteater                  |
| 1951 | Jeanne                      | Brott och brott August Strindberg                                                                | John Zacharias      | Helsingborgs stadsteater                  |
| 1951 | Edmée                       | Adèle ser i syne (Le Don d'Adèle) Pierre Barillet och Jean-Pierre Grédy                          | Keve Hjelm          | Helsingborgs stadsteater                  |
| 1952 | Alice                       | Dödsdansen August Strindberg                                                                     | Keve Hjelm          | Helsingborgs stadsteater                  |
| 1952 | Modern                      | Jag vill kärleken (Eurydice) Jean Anouilh                                                        | Ingrid Luterkort    | Helsingborgs stadsteater                  |
| 1953 | Fru Peachum                 | Tolvskillingsoperan (Die Dreigroschenoper) Bertolt Brecht och Kurt Weill                         | John Zacharias      | Norrköping-Linköping stadsteater          |
| 1954 | Hester Collyer              | Älskande kvinna (The Deep Blue Sea) Terence Rattigan                                             | John Zacharias      | Norrköping-Linköping stadsteater          |
| 1954 | Alice                       | Dödsdansen August Strindberg                                                                     | John Zacharias      | Norrköping-Linköping stadsteater          |
| 1955 | Irene Elliott               | Hustruleken (Affairs of State) Louis Verneuil                                                    | John Zacharias      | Norrköping-Linköping stadsteater          |
| 1955 | Flora van Huysen            | Äktenskapsmäklerskan (The Matchmaker) Thornton Wilder                                            | Olof Thunberg       | Norrköping-Linköping stadsteater          |
| 1956 | Linnéa                      | Vår ofödde son Vilhelm Moberg                                                                    | Kurt-Olof Sundström | Norrköping-Linköping stadsteater          |
| 1956 | Jane Pennypacker            | Åh, en så’n pappa! Liam O’Brien                                                                  | Olof Thunberg       | Norrköping-Linköping stadsteater          |
| 1956 | Lady Bracknell              | Mister Ernest (The Importance of Being Earnest, A Trivial Comedy for Serious People) Oscar Wilde | Ingrid Luterkort    | Norrköping-Linköping stadsteater          |
| 1956 | Petronella van Daan         | Anne Franks dagbok (The Diary of Anne Frank) Frances Goodrich och Albert Hackett                 | John Zacharias      | Norrköping-Linköping stadsteater          |
| 1957 | Kristina                    | Gustav Vasa August Strindberg                                                                    | John Zacharias      | Norrköping-Linköping stadsteater          |
| 1957 | Marie Soupeau               | Simones drömmar (Die Gesichte der Simone Machard) Bertolt Brecht och Hanns Eisler                | Kurt-Olof Sundström | Norrköping-Linköping stadsteater          |
| 1958 | Telva                       | Gäst i gryningen (La Dama del Alba) Alejandro Casona                                             | Gösta Folke         | Norrköping-Linköping stadsteater          |
| 1958 | Laura Hammond               | Bättre sent än aldrig (It’s never too late) Felicity Douglas                                     | John Zacharias      | Norrköping-Linköping stadsteater          |
| 1959 | Anna                        | Thermopyle H.C. Branner                                                                          | John Zacharias      | Norrköping-Linköping stadsteater          |
| 1959 | Mary Rhodes                 | Den beskedlige älskaren (The Complaisant Lover) Graham Greene                                    | Lars Barringer      | Norrköping-Linköping stadsteater          |
| 1960 | Fru Åvik                    | Kvartetten som sprängdes Birger Sjöberg                                                          | Åke Falck           | Skansens friluftsteater                   |
| 2006 | Panope, budbärare           | Fedra (Phèdre) Jean Racine                                                                       | Karl Dunér          | Dramaten                                  |

### Regi (ej komplett)
| År   | Produktion                                          | Upphovsmän                                                                    | Teater                           |
| ---- | --------------------------------------------------- | ----------------------------------------------------------------------------- | -------------------------------- |
| 1940 | Pappersväggen                                       | Dicte Sjögren                                                                 | Dramatikerstudion                |
| 1944 | Vår väg mot framtiden                               | Rudolf Värnlund                                                               | Dramatikerstudion                |
| 1944 | Mitt barn är mitt                                   | Leck Fischer Översättning Dicte Sjögren                                       | Helsingborgs stadsteater         |
| 1944 | Anna-Clara och hennes bröder                        | Hasse Z Dramatisering Harriet Hjorth                                          | Helsingborgs stadsteater         |
| 1950 | Simon trollkarlen                                   | Tore Zetterholm                                                               | Helsingborgs stadsteater         |
| 1951 | Jane                                                | W. Somerset Maugham Dramatisering S. N. Behrman, Översättning Birgitta Hammar | Helsingborgs stadsteater         |
| 1951 | Halv storm på Pårtefjället                          | Karl-Aage Schwartzkopf                                                        | Helsingborgs stadsteater         |
| 1951 | Lyckliga tid The Happy Time                         | Samuel A. Taylor                                                              | Helsingborgs stadsteater         |
| 1952 | Elddonet Fyrtøiet                                   | L. Thane                                                                      | Helsingborgs stadsteater         |
| 1952 | Jungfruleken Les Bonnes                             | Jean Genet                                                                    | Helsingborgs stadsteater         |
| 1952 | Bröllopet på Seine La Belle Marinière               | Marcel Achard Översättning Stig Torsslow                                      | Helsingborgs stadsteater         |
| 1952 | Patty The Moon Is Blue                              | F. Hugh Herbert Översättning Gösta Rybrant                                    | Helsingborgs stadsteater         |
| 1952 | Jag vill kärleken Eurydice                          | Jean Anouilh Översättning Gustaf Bjurström och Tuve Ambjörn Nyström           | Helsingborgs stadsteater         |
| 1952 | Livet ska levas The Deep Blue Sea                   | Terence Rattigan                                                              | Helsingborgs stadsteater         |
| 1953 | Komedin om oss människor You Can't Take It With You | Moss Hart och George S. Kaufman                                               | Helsingborgs stadsteater         |
| 1953 | Fallna änglar Fallen Angels                         | Noël Coward                                                                   | Helsingborgs stadsteater         |
| 1953 | Vildanden                                           | Henrik Ibsen Översättning Frans Hedberg                                       | Norrköping-Linköping stadsteater |
| 1953 | Rödluvan Rotkäppchen                                | Robert Bürkner Översättning Ingmar Bergman                                    | Norrköping-Linköping stadsteater |
| 1954 | Kvinnor i skymning Women of twilight                | Sylvia Rayman Översättning Tore Zetterholm                                    | Norrköping-Linköping stadsteater |
| 1954 | Henrik och Pernille Henrich og Pernille             | Ludvig Holberg Översättning Bengt Segerstedt                                  | Norrköping-Linköping stadsteater |
| 1955 | Vår lilla stad Our Town                             | Thornton Wilder Översättning Anders Österling                                 | Norrköping-Linköping stadsteater |
| 1955 | En nyck Un Caprice                                  | Alfred de Musset                                                              | Norrköping-Linköping stadsteater |
| 1955 | Frisöndag Frisøndag                                 | Leck Fischer Översättning Nils Beyer                                          | Norrköping-Linköping stadsteater |
| 1955 | Quist                                               | Alf Henrikson                                                                 | Norrköping-Linköping stadsteater |
| 1955 | Babels Torn                                         | Lars Helgesson                                                                | Norrköping-Linköping stadsteater |
| 1956 | Påsk                                                | August Strindberg                                                             | Norrköping-Linköping stadsteater |
| 1956 | Mister Ernest The Importance of Being Earnest       | Oscar Wilde Översättning Elisabeth Lovén-Hansson                              | Norrköping-Linköping stadsteater |
| 1957 | Turturduvans röst The Voice of the Turtle           | John Van Druten Översättning Eva Tisell                                       | Norrköping-Linköping stadsteater |
| 1957 | Kritträdgården The Chalk Garden                     | Enid Bagnold Översättning Birgitta Hammar                                     | Norrköping-Linköping stadsteater |
| 1958 | Fallna änglar Fallen Angels                         | Noël Coward Översättning Ragnar Widestedt                                     | Norrköping-Linköping stadsteater |
| 1959 | Ung och grön Salad Days                             | Dorothy Reynolds och Julian Slade Översättning Gösta Rybrant                  | Norrköping-Linköping stadsteater |
| 1960 | Två på gungbrädet Two for the Seesaw                | William Gibson Översättning Birgitta Hammar                                   | Norrköping-Linköping stadsteater |
| 1962 | Lek ej med kärleken On ne badine pas avec l'amour   | Alfred de Musset Översättning Hjalmar Söderberg                               | Norrköping-Linköping stadsteater |